# Tomb Raider (film fra 2018)
Tomb Raider er en amerikansk spillefilm instrueret af Roar Uthaug og manuskript af Geneva Robertson-Dworet. Den er baseret på action-eventyrspillet Tomb Raider fra 2013. Titelrollen spilles af Alicia Vikander, mens Walton Goggins, Daniel Wu og Dominic West spiller andre centrale roller.

## Medvirkende
- Alicia Vikander som Lara Croft
- Dominic West som Lord Richard Croft
- Walton Goggins som Mathias Vogel
- Daniel Wu som Lu Ren
- Kristin Scott Thomas som Ana Miller
- Derek Jacobi som Mr. Yaffe
- Hannah John-Kamen som Sophie
- Alexandre Willaume som Løjtnant
- Joseph Altin som Bruce the Boss
- Emily Carey som Lara Croft 14 år